# Ramuntcho Matta
 (octobre 2017).
Si vous disposez d'ouvrages ou d'articles de référence ou si vous connaissez des sites web de qualité traitant du thème abordé ici, merci de compléter l'article en donnant les références utiles à sa vérifiabilité et en les liant à la section « Notes et références ».
Ramuntcho Matta, né le 4 février 1960 à Neuilly-sur-Seine, est un artiste pluridisciplinaire français.
Il est le fils du peintre chilien Roberto Matta et le frère de Gordon Matta-Clark, Pablo Echaurren et de Federica Matta.
Après un début de carrière artistique dans la musique de style variété pop rock à la fin des années 1970, il s'oriente plus tard sur des sujets de création plus singuliers en utilisant les arts plastiques et la vidéo par delà son travail de compositeur.
Il a travaillé, entre autres, avec Don Cherry, Brion Gysin, John Cage, Chris Marker, Robert Wilson. En tant que compositeur, il a réalisé 34 CD solo et a collaboré à une vingtaine d'autres disques. Il a exposé ses travaux  à Paris, New York, Londres, Madrid, Barcelone, Tokyo, Rome....

## Biographie
Très jeune, il est diagnostiqué autiste par le corps médical. Sa thérapie reposera sur l’apprentissage de la musique et du yoga. À 7 ans, il s’initie à la guitare auprès du Cuarteto Cedrón. En 1974-1975, il intègre successivement la Schola Cantorum pour le piano et le Conservatoire Rachmaninoff pour l'harmonie. À 15 ans, par l’intermédiaire de son directeur d’école Maurice Benhamou, il rencontre Brion Gysin et devient rapidement son disciple. Cette rencontre est décisive : Brion Gysin lui fait découvrir la poésie sonore et le mouvement de la Beat Generation (William Burroughs, Allen Ginsberg…) En 1979, il part étudier à la Third Street School of Music à New York.
Il rencontre Laurie Anderson qui lui expose ses concepts architecturaux appliqués à la composition et rencontre John Cage.
En 1981, il rencontre Don Cherry et initie avec lui une collaboration musicale qui donnera naissance à plusieurs albums.
À partir de 1982, il collabore avec une artiste uruguayenne, Elli Medeiros, sa future épouse[Quand ?] ; il élabore avec elle une chanson Toi mon toit, suivie de plusieurs albums trouvant une possibilité de modeler une nouvelle pop française mêlée d’influences afro-cubaines.
En 1989, il monte un studio d'enregistrement au Portugal. De 1991 à 2000, en tant que consultant en arborescence émotionnelle et concepteur sonore, il travaille sur des habillages sonores, des projets de cédéroms éducatifs, des scénographies interactives. Il enseigne une méthodologie du doute et est directeur du Bureau du doute à l’École nationale supérieure de création industrielle (ENSCI). Depuis 2000, Ramuntcho Matta développe sa pratique artistique et collabore au sein du label SometimeStudio à la production d’artistes soit oubliés, soit à découvrir.
En 2008, il fonde le Centre des Cultures et des Ressources  Lizières, plateforme de réflexion et d’échanges autour des notions de cultures et de ressources, avec pour objectifs de faire sortir l'avant-garde de son isolement et de donner des espaces de liberté à l'expérimentation.
En 2011-2012, il réalise un long métrage, Intimatta, consacré à son père l'artiste Roberto Matta, qui reçoit le soutien du Conseil national de la télévision chilienne (CNTV).
En 2014, il entreprend une série de dessins et de poèmes qu'il inscrit dans une pratique quotidienne. Chaque matin, comme une gymnastique, un rituel, une méditation, Ramuntcho Matta réalise un dessin et l'accompagne d'une pensée du jour. Ces dessins sont visibles sur les réseaux sociaux qui sont par là même questionnés.
Ce travail se poursuit jusqu'à ce jour.
Lizières et Ramuntcho Matta deviennent membre actif de la ZeA, zone d'exploration artistique, groupe de recherche mondial qui explore les frontières entre art, design et architecture en 2018.
Il est membre de QEIOS, plateforme de publications mondiale et non biaisées.
Ramuntcho Matta intervient en milieu scolaire, universitaire et psychiatrique, il développe ainsi la méthode Lizieres.
Chris Marker, avec lequel Ramuntcho Matta collabore sur plusieurs projets, définis[Quoi ?] Ramuntcho Matta comme Multimédium[réf. souhaitée].

## Discographie

### Solo
- 2018: 96, avec Frederic Dutertre, vinyle et CD, (akuphone)
- 2017: panarea, vinyle (Maat)
- 2014 : Vinyle Météorismes (Maat)[5]
- 2010 : La Famille tu (BO de l'installation, édition limitée, Maat)
- 2008 : Ludicité (BO de l'exposition - Maat)
- 2008 : The Cat Inside (Maat 023)
- 2007 : AT TA (Maat 013)
- 2007 : MA TTA (Maat 012)
- 2006 : Mes plus grands succès (Maat)
- 2006 : La leçon de français (avec John Batanne) (Maat)
- 2005 : Skin (Maat)
- 2005 : Le Bois de Pin (spectacle de Francois Chat) (Maat)
- 2004 : La Maison r'Ose (Maat)
- 2004 : Faire avec (Maat (édition limitée))
- 2003 : Silk (Maat)
- 2001 : Angel wing hanger (Maat)
- 2001 : Rouge (Maat)
- 2000 : Black Milk (Maat)
- 1999 : Arborescencia Emotional (Catolica)
- 1999 : Un monde irréel (One2one)
- 1999 : Midi Minuit (Seph)
- 1998 : SoundCards from Chile (ananana)
- 1997 : World? (Hypnopop)
- 1997 : Songs? (Hypnopop)
- 1997 : Jazz? (Hypnopop)
- 1996 : Des papiers (Distance)
- 1996 : Alchimie (Printer)
- 1995 : 1+1=3 (Unprod)
- 1994 : Viens dormir (Columbia)
- 1993 : 2 l'amour (Columbia)
- 1991 : Domino one (Crammed mtm 30)
- 1987 : 24Hrs (Cryonic)
- 1986 : Écoute (Madrigal)
- 1983 : Via (Madrigal)

### Collaborations
- 2018 : réédition Home boy, Sister out, Don Cherry, produit par Ramuntcho Matta
- 2012 : Dakinis avec Sofia Stril-Rever (Maat)
- 2009 : Hirasi (Maat)
- 2007 : Safari (Maat 019)
- 2004 : NiceRice (Maat)
- 2003 : ZerOne (avec Claudia Huidobro, Goran Vejdoda) (Maat)
- 1999 : Live in London (avec Brion Gysin) (1to1)
- 1998 : Dilaloo (avec Brion Gysin) (SubRosa)
- 1997 : TagSurfusion (avec Jacques Donguy) (SonicArts)
- 1997 : Que tu ser (Maat)
- 1997 : Otte (avec Louise Bourgeois) (Delabel)
- 1996 : Que Votre Moi (Printer)
- 1996 : NoMadSteps (avec NoMadSteps) (UB)
- 1996 : Central earth (avec Simon Spang-Hanssen) (Danish)
- 1995 : Transparence (avec Marc Battier) (Unprod)
- 1995 : Mardi gras Chez toi (avec Simon Spang-Hanssen) (Unprod)
- 1992 : La main de Fatma (avec Syria Khan) (Virgin)
- 1992 : Brion Gysin_Self-portrait jumping (avec Brion Gysin) (Mtm 33)
- 1990 : Wheel of time (avec Elli Medeiros) (Barclay)
- 1989 : Vanille (avec Elli Medeiros) (Barclay)
- 1988 : Elli (avec Elli Medeiros) (Barclay)
- 1987 : Bom bom (avec Elli Medeiros) (Barclay)
- 1987 : America latina (avec Quilapayún) (Emi)
- 1986 : A bailar calypso (avec Elli Medeiros) (Barclay)
- 1985 : Toi mon toit (avec Elli Medeiros) (Barclay)
- 1985 : Ramuntcho Matta presents Brion Gysin (avec Brion Gysin) (Mosquito)
- 1985 : Home boy (avec Don Cherry) (Katabami)
- 1983 : Mosquito (avec Polo Lombardo)
- 1978 : Kick
- 1978 : Junk (celluloid)

## Concerts
- 2018 : Duo Ramuntcho Matta / Pablo Cueco, Souffle continu, record store, Paris
- 2014 : Pour en finir avec Pourquoi ?, table ronde - concert, avec Pacôme Thiellement, Philippe Ducat et Simon Spang-Hansen, Fondation d'entreprise Ricard, Paris
- 2013 : Duo Ramuntcho Matta / Pablo Cueco, Angora, Paris[6]
- 2013 : Interventions dans le cadre du Colloque à Tanger Brion Gysin & les influences croisées avec le Maroc. Concert Hommage à Brion Gysin, Palais Moulay Hafid, Tanger, avec Patti Smith, Jean-Marc Montera, Dar Gnawa, The Master Musicians of Jajouka [7]
- 2013 : Duo Ramuntcho Matta / Edgar Hemery - Performance The Cat Inside à l'espace Ygrec de l'ENSAPC (Paris) dans le cadre de l'exposition Prerecorded Universe[8]

## Expositions personnelles et collectives

### 2024
- Multi medium, Buenos Aires, fundacion cazadores
- We are oui, Tokyo, salon de

2021
Sortir du tunnel, Paris, galerie Anne Barrault/
2019
- Digne de soi, Digne-les-Bains, Musée Gassendi[10]

2018
- Notre pain quotidien, Paris, Galerie Anne Barrault.
- Mon enfant peut en faire autant, Paris, Galerie Anne Barrault.
- Les chants du champs, Montluçon, Galerie Ecritures.

2017
- Quand pensez-vous ?, exposition personnelle des Dessins du Jour au Centre international de poésie Marseille.
- Dans le ventre du monstre, 1re édition de la Biennale de la Poésie de Château-Thierry, exposition collective par Lizieres, au Silo U1
- Le son entre, FRAC Nord-Pas-de-Calais

2016
- Day for night, Collection Antoine de Galbert, SHED, centre d'art contemporain de Normandie, Notre Dame de Bondeville
- Continuando Cosi, Galleria Francesco Zanuso, Milan
- Le regard dévoilé, les 10 ans de VOG, VOG, Fontaine

2015
- Le noir et blanc en couleurs, une proposition de Philippe Ducat, Lizières, Epaux-Bézu

2014
- L'Usage du Temps, Paris, Galerie Anne Barrault[11]
- La vie est un collage, une proposition de Philippe Ducat, exposition collective, Paris, Galerie Anne Barrault[12]

2013
- An open table, Ramuntcho Matta en conversation avec James Attlee à Colony - Londres dans le cadre d'un programme sur Gordon Matta-Clark
- Change of Signature, une proposition d'Eleonore Pironneau, Testbed1, Londres, exposition collective[13]
- Réalisation d'une fresque murale sur 9 étages pour l'hôtel Ismael 312 à Santiago du Chili

2012
- Kick, City Sonic, Bruxelles
- IntiMatta, Hishhorn museum, Washington

2011
- La salle d'attente, Galerie Anne Barrault, Paris
- Bossolasco, Piémont, Italie
- MA_TTA, Cerro San Cristobal, Santiago du Chili

2010
- La Famille tu, Parcours Saint-Germain, Maison Arthus-Bertrand, Paris

2008
- I love surprises, OAIR, Milan
- The Cat inside, Faculté Polytechnique de Mons - Salle Dolez
- Ludicité, Galerie Anne Barrault, Paris

2007
- Monstre-moi, Installation sonore, électro-organique et visuelle, Mons
- Miamigo Haydee Rovirosa Gallery, Aqua Art Fair, Miami
- The Cat Inside Maison de l'International, Grenoble
- La Tache, VOG, Fontaine
- M comme médiocre, vidéo de la série ABCD'air, Artistes de A à Z, Galerie Gabrielle Maubrie, Paris
- PressArt, Art & Idea, New York
- Hacer con, Museo de Bellas Artes, Santiago du Chili
- Dios Eres en los detailles, AMS Marlborough, Santiago du Chili

2006
- Transmission SanDiego, États-Unis
- PressArte A+Bgallery, Milan
- MusiAccoustica, Pékin
- Les grandes vacances, Galerie Anne Barrault, Paris
- Mes plus grands succès 1er avril 2006, Galerie Anne Barrault, Paris
- Génialogie* ArtParis, Paris

2005
- UL, Galerie Magda Danysz, Paris
- Oui, non, peut être…*, Pékin
- La main dans la main*, Bad Salzdetfurth
- Il n'y a rien de plus profond que la peau…*, Musée des Beaux Arts, Valencienne

2004
- NewMix, Palais de Tokyo, Paris
- La Maison rose Pink House, Milhaud
- Faire avec* Galerie Anne Barrault, Paris
- Déladoale* (texte en français de Serge Grünberg), Immanence, Paris
- Phare Textile Lille 2004, La Piscine, Roubaux

2003
- Montagnes, Galerie Anne Barrault, Paris

2002
- ZerOne ENSBA, Grenoble
- Rouge, Galerie V, Paris
- Multitudes* (texte en français et japonais de Hans Ulrich Obrist), Tokyo

2001
- Blanc, Galerie V. Cueto, Paris
- Multitudes / Mutation Tirages, Tokyo

1999
- NeXt2, National Museum, Édimbourg
- NeXt, Royal Academy of Art, Londres
- EL Pasaje, Museo Reina Sofia, Madrid
- Archiama, Museo La pedrera, Barcelone
- Un monde irréel, Galerie Tadeus Ropac, Paris
- Midi Minuit*, Sephor'art center, Paris

1998
- Lisboa 98, Exposition internationale, Pavillon chilien, Lisbonne

1995
- X-mas, Galerie Eof, Paris

1993
- Ramuntcho Matta Deer Gallery, New York
- Brion Gysin
- Fondation Electra

1988
- Imagina, Cannes

1987
- Vidéart Centre Pompidou, Paris

1980
- Festival Artsimedias Spoleto

1978
- ioioio, Cité internationale des arts

## Radio
- 20 décembre 2020 : Qui tu es ? Portrait de Chris Marker entre amis sur France Culture[14].
- 2018 : 
  - 13 juin : Le corps est cette espèce de temple dont parlent toutes les religions« Le corps est cette espèce de temple dont parlent toutes les religions », sur franceculture.fr, 13 juin 2018.
  - À la dérive avec Ramuntcho Matta sur Radio Nova.
- 21 octobre 2017 : Ramuntcho Matta : De l'art d'essayer d'être soi, toutes affaires cessantes... sur France Info[15]
- 2014 : L'atelier du son pour France Culture, Ramuntcho Matta + Philippe Baudouin pour les écrits radiophoniques de Walter Benjamin[16]
- 2011 : Essai radiophonique pour France Culture Seul, comme un ski dans la neige[17]

## Publications
- 2020: le bout qui manque, Maat éditions
- 2019: les dessins du jour, Maat éditions
- 2018 : Les champs du chant, Galerie Écritures
- 2017 : Nourrir, (ce nourrir), Sometimestudio
- 2015: Le chemin de faire à Laon, Cadastre8zéeo
- 2014 : L'usage du temps, Manuella Éditions [18]
- 2011: Dispersion,Senté d'art.
- 2011 : Songs without words and music, disegnodiverso
- 2010 : Fortune Cookies, Attention derrière !, Éditions Yago
- 2004, DéLaDoALE 20mg, Maat éditions